# Dan Etete
Dan Etete (26 gennaio 1945) è un politico nigeriano. È stato ministro federale del petrolio dal 1995 al 1998, nel periodo della dittatura militare di Sani Abacha.

## Vicende giudiziarie
È imputato nel procedimento Scaroni e altri assieme a Claudio Descalzi e Paolo Scaroni, amministratore delegato dei Eni e l'ex vicepresidente di Royal Dutch Shell Malcolm Brinded. Secondo l’accusa sarebbero corresponsabili della sottrazione di oltre un miliardo di dollari dalle casse dello stato nigeriano: soldi pagati in teoria per l’acquisto di una concessione petrolifera in Nigeria; in realtà andati a beneficio di alcuni politici e imprenditori nigeriani.